# Апрмон (Савоја)
Апрмон (фр. Apremont) насеље је и општина у источној Француској у региону Рона-Алпи, у департману Савоја која припада префектури Шамбери.
По подацима из 2011. године у општини је живело 969 становника, а густина насељености је износила 54,56 становника/km². Општина се простире на површини од 17,76 km². Налази се на средњој надморској висини од 330 метара (максималној 1.554 m, а минималној 302 m).

## Демографија
| 1962. | 1968. | 1975. | 1982. | 1990. | 1999. | 2011. |
| ----- | ----- | ----- | ----- | ----- | ----- | ----- |
| 558   | 558   | 696   | 777   | 781   | 890   | 969   |

График промене броја становника у току последњих година